# Himamaylan
Himamaylan – miasto na Filipinach, położone w regionie Zachodnie Visayas, w prowincji Negros Occidental, na wyspie Negros.

## Współpraca
Miejscowość partnerska:
- Ans, Belgia